# بيت الرداعي (السدة)
بيت الرداعي هي إحدى قرى عزلة وادي الحبالي بمديرية السدة التابعة لمحافظة إب، بلغ تعداد سكانها 802 نسمة حسب تعداد اليمن لعام 2004..

## الموقع
تقع في محافظة اب مديرية السدة عزلة وادي الحبالي ويحدها من الناحية الشمالية الشرقية قرية ذي اريد ومن الناحية الجنوبية الشرقية قرية نيعان والمسقاة ومن الناحية الغربية قرى حجاج وهي عميقة وبيت الاخظور وبيت الدبيس.

## مميزاتها
تتميز بطبيعة جغرافية خاصة حيث مكنها موقعها على مشارف مجرى سيل الرداعي من توفر ارض خصبة وزراعية لقربها من مجرى سيل مائي، لها منابع يسمى الغيول وترتفع من مستوى مجرى السيل بحدود 600 متر تقريبا، تقدر مساحتها بواديتها بحوالي 7 كم من الشمال للجنوب وبعرض يتجاوز 3 كم تقريبا. كما ان موقعها الجغرافي المتمثل في لسان جبلي بطبيعة التكوين البركاني ساعد ذلك في امتداد مساحتها وتوزع المساكن فيها على شكل قرى صغيرة متوزعة في الموقع تظم الواحدة منها مجموعة بيوت ومساكن معظمها متشابكة مع بعضها البعض

## العمارة والسكان
انشات المساكن فيها اعتمادا على احجار المنطقة المتوفرة واستخدم الاهالي تقنية البناء السائدة في المنطقة تقنية المداميك على غرار نظام القطب لهذا استطاع الاهالي تشيد منازل متعددة الطوابق يصل البعض منها إلى خمسة طوابق باسلوب معماري وزخرفي.

## تسميتها رباط الرداعي
سميت نسبة إلى القائد عالسكري في الدولة الطاهرية خلال القرن العاشر الهجري ومن ماثره المسجد القديم الذي يعود للقرن العاشر الهجري تقريبا والواقع في قلب القرية القديمة ولازال لوح التاسيس في سقف المسجد نصه«انا الفقير الا الله تعالا سعيد ابن عبد الله الرداعي اني اودعت هذا المسجد المبارك...وكانت عمارة هذا المسجد المبارك في التاريخ المبارك شهر الحجة سنة 1017هجري». ونجد اللوح الذي يذكر نقض السقف بعد ذلك التاريخ وتوسعتة من «الصالح الرشيد احمد ابن سعيد حسين احمد الرداعي سنة 1193 هجري».